# George R. Beasley-Murray
George Raymond Beasley-Murray (* 10. Oktober 1916 in London; †  23. Februar 2000 in Hove, Vereinigtes Königreich) war ein baptistischer Neutestamentler, Hochschullehrer und Rektor des Spurgeon's College in London. Später wurde er Professor für Exegese des Neuen Testaments am Southern Baptist Theological Seminary.

## Leben
George R. Beasley-Murray studierte in London Theologie, zuerst (B.D.) bis 1941 am Spurgeon's College, und anschließend bis 1945 (M.Th.) am King’s College. 1950 schloss er ein weiteres Masterstudium am Jesus College in Cambridge ab. Im Jahr 1952 promovierte er zum Ph.D. und 1964 erhielt er den Titel des Doctor of Divinity durch die McMaster University in Kanada.
Die Ordination zum baptistischen Geistlichen empfing er 1941. Danach wurde er Pastor in Ilford, wo er von 1941 bis 1948 in diesem Amt diente. Die nächsten zwei Jahre (bis 1950) war er Pastor in Cambridge.
Seine Lehrtätigkeit begann er 1950 am Spurgeon's College als Dozent für Neues Testament. Es folgte (1956–1958) eine kurze Zeit als Professor für Neues Testament am Baptist Theological Seminary in Rüschlikon. Daraufhin ging er nach England zurück, wo er am Spurgeon's College als Rektor und Dozent für neutestamentliche Literatur und Theologie wirkte. Ab 1973 nahm er seine letzte Lehrtätigkeit auf. Er übernahm die James-Buchanan-Harrison-Professur für Neues Testament am Southern Baptist Theological Seminary in Louisville. Hier lehrte er noch bis 1980.
Von 1968 bis 1969 war er Präsident der Baptist Union of Great Britain and Ireland und von 1969 bis 1971 Vorsitzender des Baptist Union Council.
Im Jahr 1988 wurde eine Festschrift mit dem Titel Eschatology and the New Testament. Essays in honor of George Raymond Beasley-Murray zu Ehren von Beasley-Murray publiziert. Zu den Beitragenden gehörten: Eduard Schweizer, Ronald E. Clements, James D.G. Dunn, F.F. Bruce, C.K. Barrett, Günter Wagner, Ralph P. Martin und I. Howard Marshall.

## Privates
Beasley-Murray heiratete 1942 Ruth Weston. Aus der Ehe gingen vier Kinder hervor: Paul, Elizabeth, Stephan und Andrew.

## Veröffentlichungen (Auswahl)
- Christ is Alive. Lutterworth Press, Cambridge 1947.
- The News No One Knows. Carey Kingsgate Press, 1952.
- Jesus and the Future: An Examination of the Criticism of the Eschatological Discourse. St. Martin's, 1954.
- Preaching the Gospel from the Gospels. Judson, 1956.
  - dt.: Die Evangelien als Predigt. Oncken, Kassel 1966.
- A Commentary on Mark Thirteen. Macmillan, 1957.
- Baptism in the New Testament. Macmillan, London [u. a.] 1962.
  - dt.: Die christliche Taufe: eine Untersuchung über ihr Verständnis in Geschichte und Gegenwart. Oncken, Kassel 1968.
- The Resurrection of Jesus Christ. Oliphants, 1964.
- The Servant of God. Carey Kingsgate Press, 1965.
- The General Epistles: James, I Peter, Jude, II Peter. Lutterworth Press. Cambridge 1965.
  - dt.: Wachset in der Gnade und in der Erkenntnis Die Briefe d. Jakobus, Petrus u. Judas. Oncken, Kassel 1968.
- Baptism Today and Tomorrow. St. Martin's, 1966.
- Reflections on the Ecumenical Movement. Baptist Union of Great Britain and Ireland, 1966.
- Renewed for Mission. Baptist Union of Great Britain and Ireland, 1968.
- Commentary on 2 Corinthians: Broadman Bible Commentary. Broadman, 1971.
- Highlights of the Book of Revelation. Broadman, 1971.
- Commentary on Revelation: New Century Bible. Attic Press, 1974.
- The Book of Revelation: Based on the Revised Standard Version. Marshall, Morgan & Scott; Oliphants, 1974, ISBN 0-551-00533-5.
- Jesus and the Kingdom of God. William B. Eerdmans Publishing Co., Grand Rapids, Michigan 1986, ISBN 0-8028-0362-8.
- John. Thomas Nelson Publishers; Word Books, Waco, Tex. 1987, ISBN 0-8499-0235-5.

Herausgeberschaften
- mit Jan Lambrecht: L'Apocalypse johannique et l'Apocalyptique dans le Nouveau Testament. J. Duculot, 1980.
- The Gospel of Life: Theology in the Fourth Gospel. Hendrickson Publishing, 1991.

Übersetzungen
- Kurt Aland: Did the early Church baptize infants?. SCM Press, London 1963.
- Rudolf Schnackenburg: Baptism in the thought of St. Paul: a study in Pauline theology. Herder and Herder, ´New York 1964.
- mit R. W. W. Hoare: Rudolf Bultmann: The Gospel of John. A commentary. Westminster Press, Philadelphia 1971, ISBN 0-664-20893-2.